# Elizabeth Ann
Elizabeth Ann (nascida em 10 de dezembro de 2020) é um furão de pés pretos, a primeira espécie em extinção nos EUA a ser clonada. Ela foi clonada usando as células congeladas de Willa, uma doninha fêmea que morreu na década de 1980 e não tinha descendentes vivos. Elizabeth Ann viverá no Colorado e será estudada para fins científicos; ela não será solta na natureza.